# 권오현 (기업인)
권오현(權五鉉, 1952년 12월 1일 ~ )은 대한민국의 기업가로, 삼성전자와 삼성디스플레이의 종합기술원 회장이었다. 현재는 삼성전자의 고문으로 재직 중이다. 2012년 6월에 삼성전자 대표이사 부회장에, 2012년 7월에 삼성디스플레이 대표이사 부회장에 취임하였다.

## 학력
- 1971년 대광고등학교 졸업
- 1975년 서울대학교 전기공학과 졸업
- 1977년 카이스트 전기공학 석사
- 1985년 스탠퍼드대학교 대학원 전기공학 박사

## 경력
- 1977년 ~ 1980년 한국전자통신연구소 연구원
- 1985년 ~ 1988년 미국 삼성반도체연구소 연구원
- 1988년 삼성전자 반도체부문 연구원
- 1991년 삼성전자 반도체부문 이사
- 1994년 12월 ~ 1997년 삼성전자 메모리본부 상무이사
- 1997년 ~ 1997년 12월 삼성전자 시스템LSl본부 상무이사
- 1998년 ~ 2000년 삼성전자 시스템LSl본부 전무이사
- 2000년 삼성전자 시스템LSI본부 부사장
- 2001년 ~ 2004년 삼성전자 시스템LSI개발실 실장 부사장
- 2004년 1월 ~ 2008년 5월 삼성전자 시스템LSI사업부 사장
- 2008년 5월 ~ 2011년 7월 삼성전자 반도체사업부 사장
- 2011년 7월 삼성전자 DS총괄 사장
- 삼성전자 DS총괄 부회장
- 2012년 6월 ~ 2017년 11월 삼성전자 대표이사 부회장
- 2012년 7월 ~ 2012년 11월 삼성디스플레이 대표이사 부회장
- 2013년 3월 ~ 2018년 2월 한국전자정보통신산업진흥회 회장
- 2016년 4월 ~ 2017년 11월 삼성디스플레이 대표이사 부회장
- 2017년 11월 2일 ~ 2018년 3월 23일 삼성전자 대표이사 회장
- 2017년 11월 2일 ~ 2020년 1월 20일 삼성전자 종합기술원 회장
- 2018년 3월 23일 ~ 2020년 1월 20일 삼성전자 회장
- 2020년 1월 ~ 삼성전자 상임고문
- 2021년 2월 ~ 2022년 제19대 한국발명진흥회 회장
- 서울대학교 총동창회 상임부회장
- 2021년 8월 SNU홀딩스 이사회 의장
- 2023년 1월 ~ 2025년 1월 서울대학교 이사
- 2023년 2월 ~ 2025년 1월 서울대학교 이사장

## 저서
- 《초격차》 : 2018년 출판. 부제는 "넘볼 수 없는 차이를 만드는 격"이다.